# (18548) Christoffel
(18548) Christoffel (1997 AN12) – planetoida z grupy pasa głównego asteroid okrążająca Słońce w ciągu 4,14 lat w średniej odległości 2,58 j.a. Odkryta 10 stycznia 1997 roku.